# 小林泰彦
小林 泰彦（こばやし やすひこ、1935年1月3日 - ）は、日本の画家、イラストレーター、エッセイスト。

## 来歴・人物

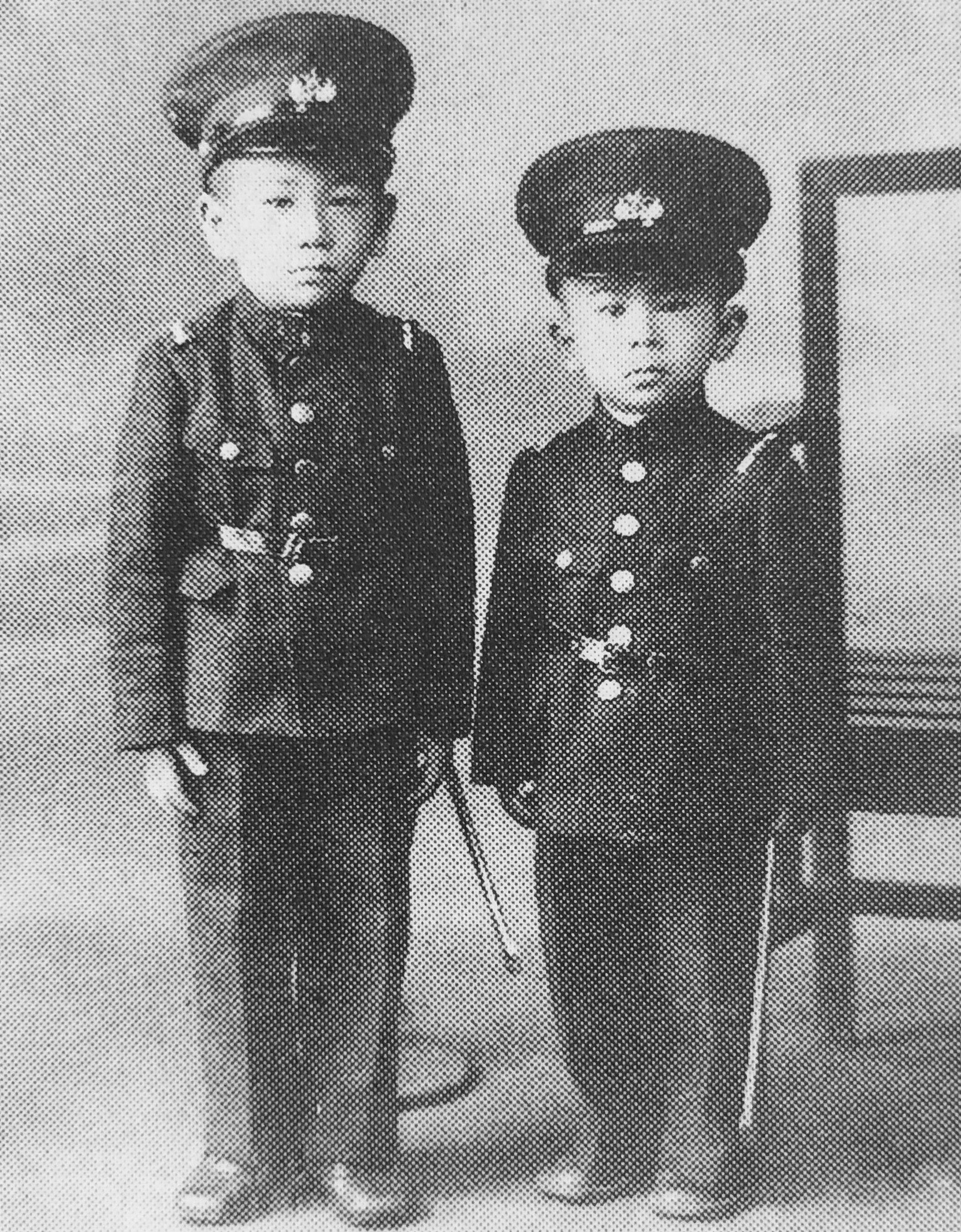
兄の小林信彦と（1937年頃）

東京市日本橋区米沢町（現・東京都中央区東日本橋）生まれ。東京都立日本橋高等学校卒業後、大出版社の商業誌を手がけ、のち武蔵野美術学校西洋画科に学ぶも中退。
1959年から1963年にかけて、兄小林信彦が編集長をつとめる『ヒッチコック・マガジン』のアートディレクターとしてデザインや挿絵を一手に担当。
1967年から1971年にかけて、石川次郎編集長時代の『平凡パンチ』にイラスト・ルポを連載。1970年代後半には、MEN'S CLUBやPOPEYEなどを舞台に、ヘビアイ（ヘビーデューティー・アイビーの略＝現在のアメカジに相当）という名のアメリカン・ファッションを紹介した。

## 著書
- 世界の街 : イラスト・ルポ 小林泰彦 著 朝日ソノラマ 1970
- 若者の街 : イラスト・ルポ 小林泰彦 著 晶文社 1973
- 若い旅行者の買物ヨーロッパ : ロンドン・パリ・ローマ 小林泰彦 著 日本交通公社出版事業局 1975
- クネッケ博士のおかしな旅 小林信彦 作,小林泰彦 絵 偕成社 1976
- ヘビーデューティーの本 : これからのライフスタイル図鑑 小林泰彦 著 婦人画報社 1977　のち山と溪谷社(ヤマケイ文庫)
- 絵本小京都の旅 小林泰彦 著 晶文社 1977
- イラストレーターは現代の絵描きだ : ぼくが語ろう7 小林泰彦 著 CBS・ソニー出版 1979 (CBS/Sony books)
- 東京自転車小旅行 小林泰彦 著 文芸春秋 1979
- 徒歩旅行から始まる : アウトドア・ライフの本 小林泰彦 著 現代評論社 1981 (いるかブック)
- ほんもの探し旅 小林泰彦 著 草思社 1983 のち山と溪谷社(ヤマケイ文庫)
- アウトドア・ライフ入門 小林泰彦 著 新潮社 1983 (新潮文庫)
- 低山徘徊 : 画文集 小林泰彦 著 山と渓谷社 1984
- 図解・さあ、手作りだ : Back to basics 週末、親子で遊んでみたい105章 小林泰彦 著 ネスコ 1985 (NESCO books)
- キャンプ・合宿・ハイキング : 自然教室のしおり 小林泰彦 著 岩波書店 1985 (岩波ジュニア新書)
- 父と子の野外塾 : アウトドア・スポーツのすすめ 小林泰彦 著 立風書房 1985
- 低山逍遥 : 画文集 小林泰彦 著 山と渓谷社 1987
- 男の定番図鑑 : コート,ジャケットの着こなしから靴選びまで 正しいおしゃれ 小林泰彦 著 主婦と生活社 1991
- 街歩き調査団 : 海を渡る 小林泰彦 著 山と渓谷社 1993
- 4WDでいこう! : 自然と遊ぶ本 小林泰彦 著 扶桑社 1994
- 永遠のトラッド派 : ジャケット、コートの着こなしから靴選びまで 小林泰彦 著 ネスコ 1996
- むかし道具の考現学 小林泰彦 著 風媒社 1996
- 山旅浪漫記 小林泰彦 著 山と溪谷社 2000
- 日本百低山 小林泰彦 著 山と溪谷社 2001 のち『日本百低山 : 標高1500メートル以下の名山100プラス1』として文春文庫
- イラスト・ルポの時代 小林泰彦 著 文藝春秋 2004
- にっぽん町工場遺産 小林泰彦 著 日本経済新聞出版社 2009 (日経プレミアシリーズ)
- 小林泰彦の謎と秘密の東京散歩 = Kobayashi Yasuhiko Presents My Expedition to Mysterious Tokyo : どうぞご一緒に 小林泰彦 著 JTBパブリッシング 2013